# Wilhelmstraße (Wiesbaden)

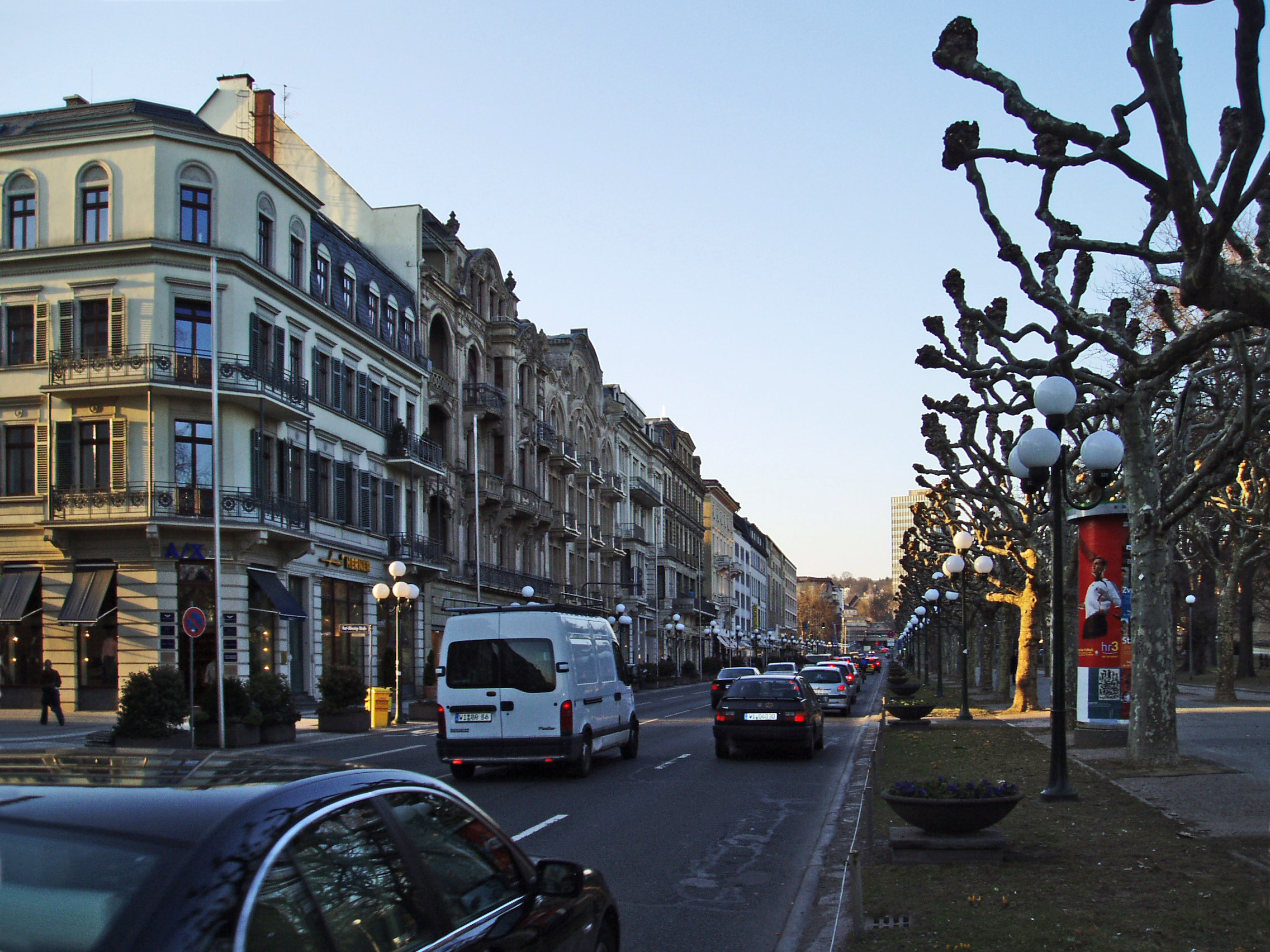
Blick in Wilhelmstraße nach Norden Richtung Kureck: rechts die Parkanlage Warmer Damm

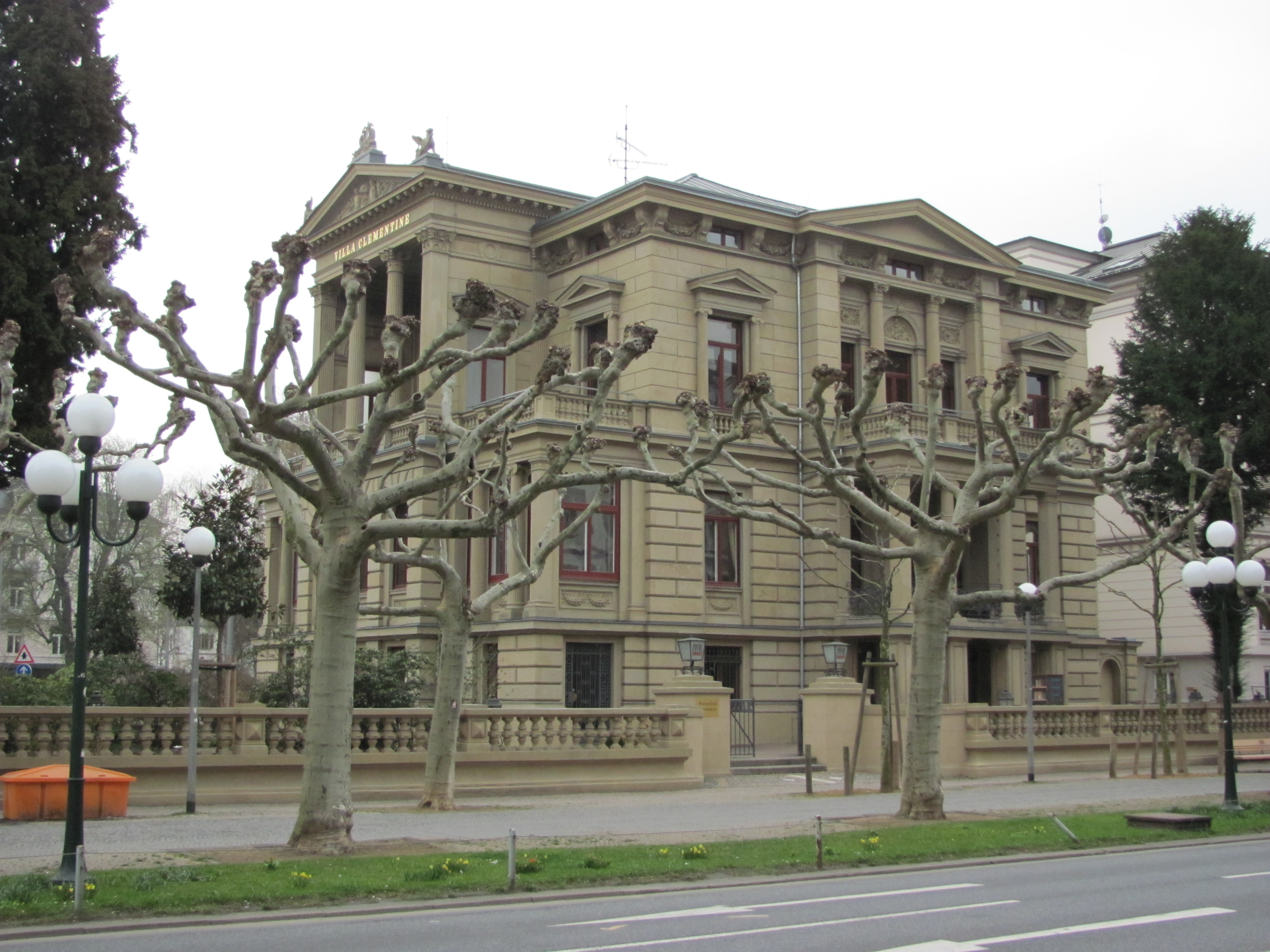
Villa Clementine in der Wilhelmstraße

Die Wilhelmstraße ist ein repräsentativer Boulevard der hessischen Landeshauptstadt Wiesbaden. Erste Planungen gehen auf den Nassauischen Baudirektor Carl Florian Goetz zurück, der 1806 eine „Alleestraße“ zwischen dem Kurgebiet und der gerade angelegten Friedrichstraße vorsah. Die später ausgeführte nur einseitig baumbestandene Prachtstraße wurde 1810 vom Wiesbadener Stadtbaumeister Christian Zais (1770–1820) geplant und angelegt. Seit 1820 trägt sie den Namen des nassauischen Herzogs Wilhelm I. von Nassau-Weilburg, der von 1816 bis 1839 das Herzogtum Nassau regierte. Die Wilhelmstraße führt vom Kureck (Abzweigung Taunusstraße und Sonnenberger Straße) nach Süden bis zur Rheinstraße und bildet die östliche Begrenzung des Historischen Fünfecks. Damit bildet sie gleichzeitig die Grenze zwischen der Wiesbadener Altstadt im Westen und dem östlichen Kur- und Villengebiet. An der Wilhelmstraße sind zahlreiche noble Läden angesiedelt.
Am nördlichen Ende der Wilhelmstraße schließen rechts das Bowling Green und der Kurhausplatz mit dem Kurhaus, im Norden die Kurhauskolonnaden und im Süden die Theaterkolonnaden mit dem anschließenden Hessischen Staatstheater an. Gegenüber befindet sich der Kaiser-Friedrich-Platz mit dem Denkmal von Kaiser Friedrich III. und das Luxushotel Nassauer Hof. Südlich des Staatstheaters, am Ostrand der Wilhelmstraße breitet sich der englische Landschaftspark Warmer Damm aus, gegenüber befindet sich im ehemaligen Hotel Bellevue im Erdgeschoss der Ausstellungsort für zeitgenössische Kunst, der Bellevue-Saal. An der Ecke Friedrichstraße steht das klassizistische Erbprinzenpalais, in dem heute die Industrie- und Handelskammer untergebracht ist. An der Ecke zur Frankfurter Straße steht das Literaturhaus Villa Clementine, einige Häuser weiter befindet sich der Nassauische Kunstverein und am Südende eine Skulptur von Joannis Avramidis.
Auf dem Gelände des ehemaligen Victoria-Hotels und -Badehauses begann im August 2019 an der Wilhelmstraße 1 der Bau des Kunstmuseums für knapp 400 Werke abstrakter Kunst aus der Kunstsammlung von Reinhard Ernst. Geplant wurde das 7500 Quadratmeter große Museum Reinhard Ernst von dem japanischen Architekten Fumihiko Maki. Die Eröffnung erfolgte im Juni 2024.
Südlich der Kreuzung zur Rheinstraße, stehen in der Friedrich-Ebert-Allee das Museum Wiesbaden und gegenüber das im April 2018 eröffnete RheinMain CongressCenter, das die von 1956 bis 2014 bestandenen Rhein-Main-Hallen ersetzte.